# Mikołaj Jurystowski
Mikołaj Jurystowski (ur. 5 maja 1872, zm. 2 stycznia 1938 w Kamionkach) – polski prawnik i dyplomata w służbie konsularnej Austro-Węgier i służbie dyplomatycznej II Rzeczypospolitej.

## Życiorys
Pochodził z rodziny ziemiańskiej. W 1895 ukończył studia na Wydziale Prawa Uniwersytetu Lwowskiego, dwa lata pracował w Sądzie Krajowym we Lwowie, po czym w lutym 1897 wstąpił do służby konsularnej Austro-Węgier.  Służbę rozpoczął w c.k. Urzędzie Morskim w Trieście. W 1899 mianowany attaché konsularnym i przeniesiony do konsulatu generalnego Austro-Węgier w Salonikach. W 1900 przeniesiony do konsulatu w Kurytybie, gdzie awansował na wicekonsula i w 1901 objął kierownictwo konsulatu. W 1903 przeniesiony do konsulatu w Kolonii, w 1904 do Macedonii. Równolegle kilkakrotnie włączany w skład austriackich delegacji na konferencje międzynarodowe.
W latach 1905–1911 był konsulem w Cetyni (Księstwo-, od 1910 Królestwo Czarnogóry), w styczniu 1909 awansował na konsula; jednocześnie  w latach 1909-1910 kierował konsulatem w Üsküp (Skopje). W latach 1911–1914 konsul w Winnipeg, w 1914 krótko kierował konsulatem w St. Gallen. Od października 1914 do lipca 1915 r. był przedstawiciel Austro-Węgier w Międzynarodowej Komisji Kontrolnej dla Albanii, następnie do lipca 1916 pracował w Kopenhadze. Od 1 sierpnia 1916 do upadku monarchii austro-węgierskiej w październiku 1918 pracował w centrali MSZ w Wiedniu jako referent ds. austriackich jeńców cywilnych w krajach Ententy, 25 stycznia 1917 awansowany wówczas na konsula generalnego II klasy.
Po odzyskaniu niepodległości wstąpił do polskiej służby dyplomatycznej. 17 lutego 1919 otrzymał stopień ministra pełnomocnego ad personam, do maja 1919 pracował w Departamencie Polityczno-Dyplomatycznym, kierowanym przez Zdzisława Okęckiego. 24 maja 1919 otrzymał nominację na zastępcę posła w Londynie; stanowiska tego prawdopodobnie nie objął, bo 18 lipca 1919 został mianowany zastępcą posła w Paryżu, którym był do 1 stycznia 1921.
1 stycznia 1921 mianowany posłem RP w Atenach, misję pełnił do 6 czerwca 1924.  Od 16 sierpnia 1924 do 28 lutego 1927 poseł RP w Rio de Janeiro. Po odwołaniu przeniesiony w stan nieczynny,  a 31 sierpnia 1927 - w stan spoczynku.

## Odznaczenia
- Order Korony Żelaznej III klasy (1912, Austro-Węgry)[1][2]
- Order Franciszka Józefa V klasy (1908, Austro-Węgry)[2][3]
- Brązowy Medal Jubileuszowy Pamiątkowy dla Sił Zbrojnych i Żandarmerii (1898, Austro-Węgry)[2]
- Medal Jubileuszowy Pamiątkowy dla Cywilnych Funkcjonariuszów Państwowych (1898, Austro-Węgry)[2]
- Krzyż Jubileuszowy dla Cywilnych Funkcjonariuszów Państwowych (1908, Austro-Węgry)
- Order Daniły I III klasy (Czarnogóra)[2]
- Order Orła Czerwonego IV klasy (Prusy)[2]
- Order Danebroga V klasy (1916, Dania)[4]